# Lophopoeum centromaculatum
Lophopoeum centromaculatum là một loài bọ cánh cứng trong họ Cerambycidae.